# XL Airways France
La XL Airways France è stata una compagnia aerea leisure francese con base presso l'aeroporto di Parigi Charles de Gaulle in Francia. Nel 2012 era la decima compagnia aerea francese per traffico passeggeri con 1,12 milioni di passeggeri trasportati.

## Storia
La società fu fondata il 5 agosto 1995 con il nome di Star Europe e iniziò le attività charter il 22 dicembre.
La flotta era composta da Boeing 737 e Airbus A320. A ottobre 1997 cambiò nome in Star Airlines e nella flotta arrivarono anche Airbus A310 e Lockheed L-1011 TriStar in leasing.
Il 23 novembre 2006 fu rilevata da XL Leisure Group cambiando nome in XL Airways France. La società effettuava voli charter passeggeri e merci oltre a voli di linea verso alcune destinazioni a medio-corto raggio (nel bacino mediterraneo) e di lungo raggio (Caraibi, Stati Uniti, Oceano Indiano).
Dal 12 settembre 2008, a seguito del fallimento del gruppo XL Leisure Group, fu rilevata dalla banca d'investimenti islandese Straumur Investment Bank hf.
Nel novembre 2012 l'aerolinea fu rilevata dal gruppo X-Air Aviation.

### La chiusura
Il 19 settembre 2019, XL Airways France ha interrotto la vendita dei biglietti per bancarotta, mentre le operazioni di volo terminarono il 23 settembre.

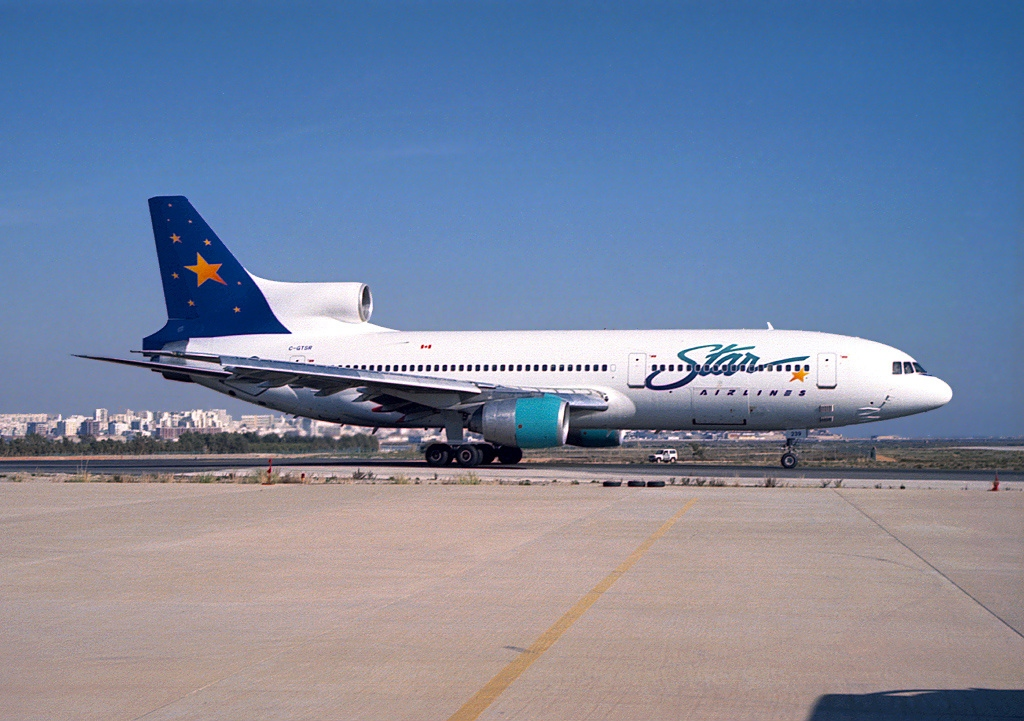
TriStar in livrea Star Airlines

## Flotta

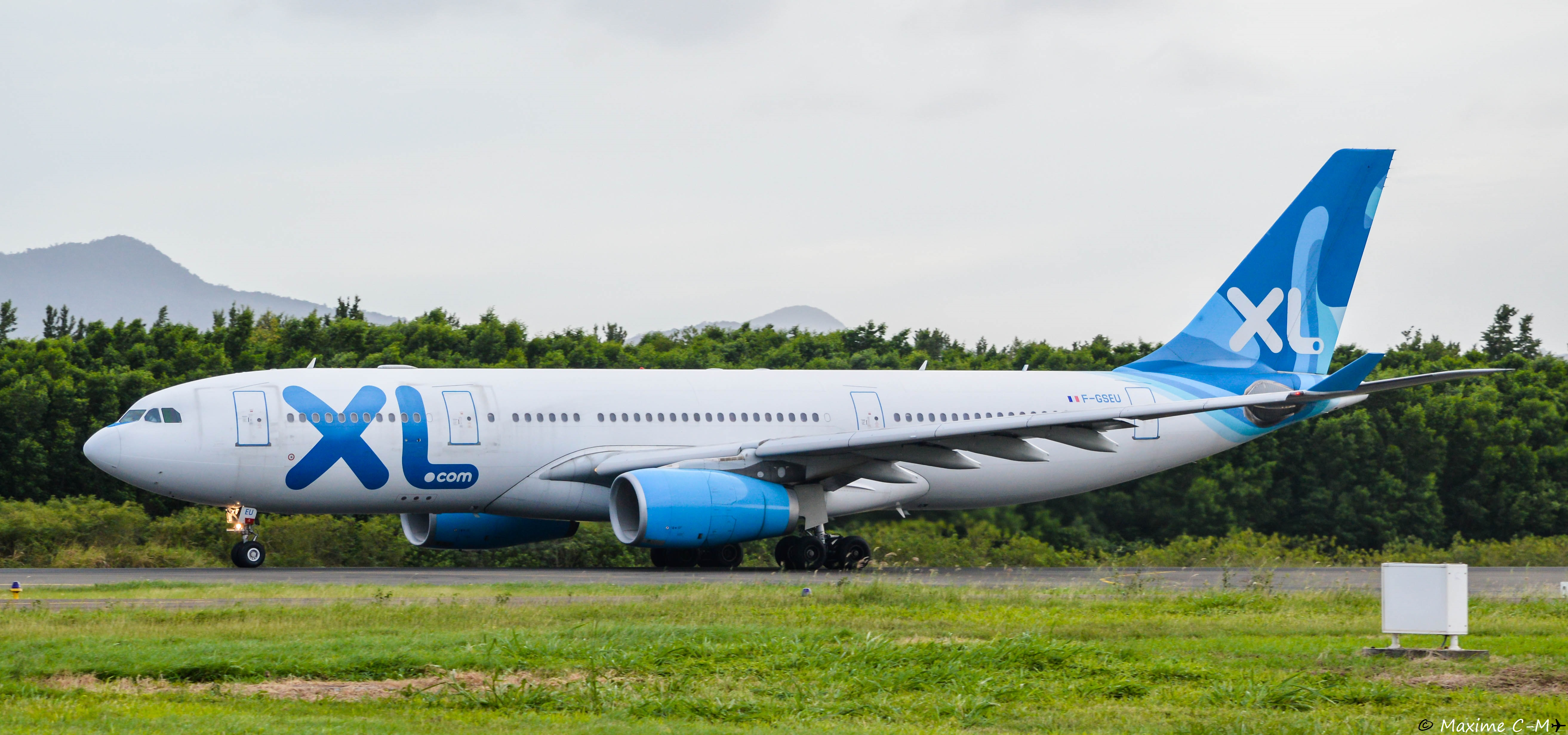
Un Airbus A330-200 di XL Airways France.

Al momento della chiusura la flotta era composta da:
| Aereo              | In flotta | Ordini | Passeggeri | Passeggeri | Passeggeri | Note            |
| Aereo              | In flotta | Ordini | C          | Y          | Totale     | Note            |
| ------------------ | --------- | ------ | ---------- | ---------- | ---------- | --------------- |
| Airbus A330-200    | 4         | —      | 21         | 343        | 364        |                 |
| Airbus A330-200    | 4         | —      | 31         | 267        | 298        |                 |
| Airbus A330-900neo | —         | 2      | TBA        |            |            | Non consegnati. |
| Total              | 5         | 2      |            |            |            |                 |

## Flotta storica

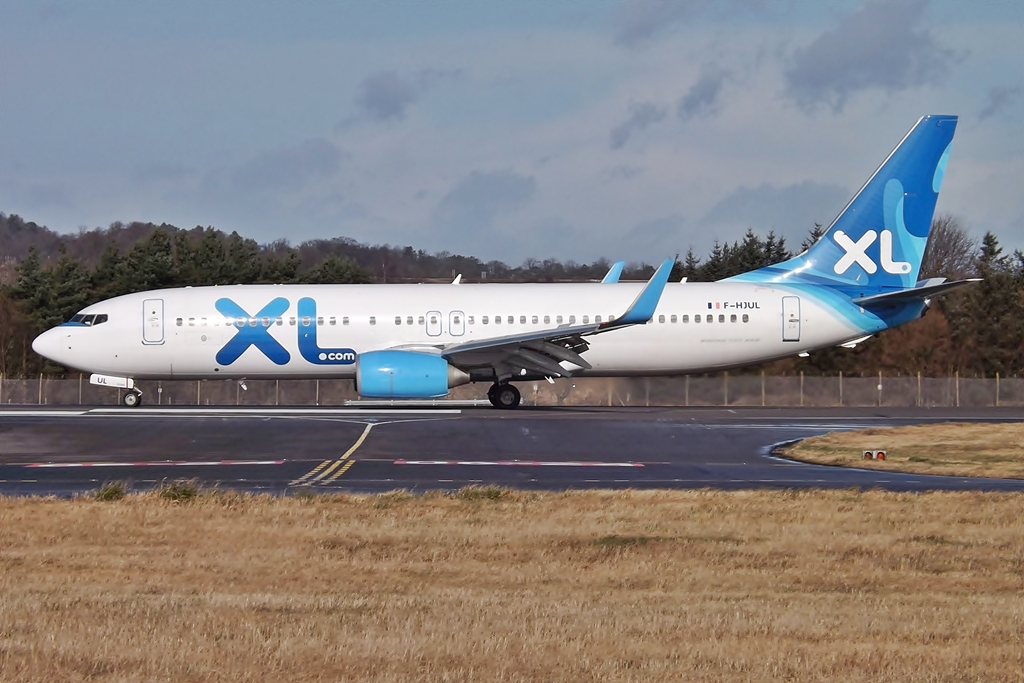
Un Boeing 737-800 di XL Airways France.

Nel corso degli anni XL Airways France operò anche altri modelli di aeromobili:
- Airbus A320-200
- Airbus A330-300
- Airbus A340-300
- Boeing 737-800